# David Gámiz Viana
David Gámiz Viana (La Llosa del Bisbe, 26 de juny de 1906 - Badalona, 19 de novembre de 1989) fou un futbolista català de les dècades de 1920 i 1930.

## Trajectòria
Nascut al País Valencià, es traslladà a Badalona, on es formà com a esportista. Començà a jugar al FC Badalona entre 1924 i 1926. La seva millor època la va viure al CE Europa, on jugà 5 temporades, tres d'elles a primera divisió. La temporada 1931-32 jugà al FC Barcelona i fou campió de Catalunya. Finalitzà la seva carrera a l'Hèrcules CF d'Alacant. Formà part amb assiduïtat de la selecció catalana de futbol, amb la qual disputà 4 partits. Un cop retirat formà part de l'Agrupació de Veterans Esportistes de Badalona.

## Palmarès
- Campionat de Catalunya de futbol:
  - 1931-32